# Major League Baseball 1994
La stagione 1994 della Major League Baseball (MLB) si concluse prematuramente l'11 agosto a causa dello sciopero indetto dall'associazione dei giocatori Major League Baseball Players Association (MLBPA) per protestare contro la volontà  di introdurre il salary cap e altre norme per ridurre i costi di gestione da parte dei proprietari delle squadre. Lo sciopero iniziò il 12 agosto e il 14 settembre, 34 giorni dopo l'inizio della vertenza, il commissario della lega Bud Selig dichiarò cancellate tutte le restanti partite comprese quelle della post-season e le World Series che si disputavano ininterrottamente dal 1905. Lo scioperò si protrasse per 232 giorni e causò anche l'avvio posticipato e la riduzione del calendario della stagione seguente.
L'All-Star Game si giocò regolarmente il 12 luglio e vide prevalere la selezione della National League per 8-7.

## Regular Season

### American League

#### East Division
| # | Squadra           | Vittorie | Sconfitte | Perc. | Diff. |
| - | ----------------- | -------- | --------- | ----- | ----- |
| 1 | New York Yankees  | 70       | 43        | .619  | -     |
| 2 | Baltimore Orioles | 63       | 49        | .562  | 6.5   |
| 3 | Toronto Blue Jays | 55       | 60        | .478  | 16.0  |
| 4 | Boston Red Sox    | 54       | 61        | .470  | 17.0  |
| 5 | Detroit Tigers    | 53       | 62        | .461  | 18.0  |

#### Central Division
| # | Squadra            | Vittorie | Sconfitte | Perc. | Diff. |
| - | ------------------ | -------- | --------- | ----- | ----- |
| 1 | Chicago White Sox  | 67       | 46        | .593  | -     |
| 2 | Cleveland Indians  | 66       | 47        | .584  | 1.0   |
| 3 | Kansas City Royals | 64       | 51        | .557  | 4.0   |
| 4 | Minnesota Twins    | 53       | 60        | .469  | 14.0  |
| 5 | Milwaukee Brewers  | 53       | 62        | .461  | 15.0  |

#### West Division
| # | Squadra           | Vittorie | Sconfitte | Perc. | Diff. |
| - | ----------------- | -------- | --------- | ----- | ----- |
| 1 | Texas Rangers     | 52       | 62        | .456  | -     |
| 2 | Oakland Athletics | 51       | 63        | .447  | 1.0   |
| 3 | Seattle Mariners  | 49       | 63        | .438  | 2.0   |
| 4 | California Angels | 47       | 68        | .409  | 5.5   |

### National League

#### East Division
| # | Squadra               | Vittorie | Sconfitte | Perc. | Diff. |
| - | --------------------- | -------- | --------- | ----- | ----- |
| 1 | Montreal Expos        | 74       | 40        | .649  | -     |
| 2 | Atlanta Braves        | 68       | 46        | .596  | 6.0   |
| 3 | New York Mets         | 55       | 58        | .487  | 18.5  |
| 4 | Philadelphia Phillies | 54       | 61        | .470  | 20.5  |
| 5 | Florida Marlins       | 51       | 64        | .443  | 23.5  |

#### Central Division
| # | Squadra             | Vittorie | Sconfitte | Perc. | Diff. |
| - | ------------------- | -------- | --------- | ----- | ----- |
| 1 | Cincinnati Reds     | 66       | 48        | .579  | -     |
| 2 | Houston Astros      | 66       | 49        | .574  | 0.5   |
| 3 | Pittsburgh Pirates  | 53       | 61        | .465  | 13.0  |
| 3 | St. Louis Cardinals | 53       | 61        | .465  | 13.0  |
| 5 | Chicago Cubs        | 49       | 64        | .434  | 16.5  |

#### West Division
| # | Squadra              | Vittorie | Sconfitte | Perc. | Diff. |
| - | -------------------- | -------- | --------- | ----- | ----- |
| 1 | Los Angeles Dodgers  | 58       | 56        | .509  | -     |
| 2 | San Francisco Giants | 55       | 60        | .478  | 3.5   |
| 3 | Colorado Rockies     | 53       | 64        | .453  | 6.5   |
| 4 | San Diego Padres     | 47       | 70        | .402  | 12.5  |

### Record Individuali

#### American League
| Stat. | Giocatore       | Squadra           | Totale |
| ----- | --------------- | ----------------- | ------ |
| AVG   | Paul O'Neil     | New York Yankees  | .359   |
| HR    | Ken Griffey Jr. | Seattle Mariners  | 40     |
| RBI   | Kirby Puckett   | Minnesota Twins   | 112    |
| R     | Frank Thomas    | Chicago White Sox | 106    |
| H     | Kenny Lofton    | Cleveland Indians | 160    |
| SB    | Kenny Lofton    | Cleveland Indians | 60     |

| Stat. | Giocatore       | Squadra           | Totale |
| ----- | --------------- | ----------------- | ------ |
| W     | Jimmy Key       | New York Yankees  | 17     |
| L     | Tim Belcher     | Detroit Tigers    | 15     |
| ERA   | Steve Ontiveros | Oakland Athletics | 2.65   |
| K     | Randy Johnson   | Seattle Mariners  | 204    |
| IP    | Chuck Finley    | California Angels | 183 ⅓  |
| SV    | Lee Smith       | Baltimore Orioles | 33     |

#### National League
| Stat. | Giocatore     | Squadra              | Totale |
| ----- | ------------- | -------------------- | ------ |
| AVG   | Tony Gwynn    | San Diego Padres     | .394   |
| HR    | Matt Williams | San Francisco Giants | 43     |
| RBI   | Jeff Bagwell  | Houston Astros       | 116    |
| R     | Jeff Bagwell  | Houston Astros       | 104    |
| H     | Tony Gwynn    | San Diego Padres     | 165    |
| SB    | Craig Biggio  | Houston Astros       | 39     |

| Stat. | Giocatore   | Squadra          | Totale |
| ----- | ----------- | ---------------- | ------ |
| W     | Greg Maddux | Atlanta Braves   | 16     |
| W     | Ken Hill    | Montreal Expos   | 16     |
| L     | Andy Benes  | San Diego Padres | 14     |
| ERA   | Greg Maddux | Atlanta Braves   | 1.56   |
| K     | Andy Benes  | San Diego Padres | 189    |
| IP    | Greg Maddux | Atlanta Braves   | 202    |
| SV    | John Franco | New York Yankees | 30     |

## Post Season
Nessuna partita di post season disputata a causa dello sciopero.

## Premi
- Miglior giocatore della Stagione

|    | Giocatore    | Squadra           |
| -- | ------------ | ----------------- |
| AL | Frank Thomas | Chicago White Sox |
| NL | Jeff Bagwell | Houston Astros    |

- Rookie dell'anno

|    | Giocatore    | Squadra             |
| -- | ------------ | ------------------- |
| AL | Bob Hamelin  | Kansas City Royals  |
| NL | Raúl Mondesí | Los Angeles Dodgers |